# Kurokuma-vandfaldet
Kurokuma vandfaldet (くろくまの滝 Kurokuma-no-taki) er et vandfald i Ajigasawa, Aomori-præfekturet, Japan.
Vandfaldet ligger i Takinosawa omkring 18 km fra udmundingen af Akashikawa (Akashi-kawa, oversat: Akaishi-floden), der afvander UNESCO's verdensarvsområde Shirakami-bjergene ved en biflod, 15 km vest for Iwakiyama (Iwaki-yama, oversat: Iwaki-bjerget).
Vandfaldet siges at ligne et billede af Guanyin, en østasiatisk Bodhisattva, med hænderne foldet i bøn, hvilket har ført til, at vandfaldet er omgærdet med religiøs veneration.
Der er store og små vandfald opstrøms og grene, og der er fodstier hvor man kan se 3 vandfald, herunder Kurokuma-vandfaldet, men højdeforskellen er store.
Der er bevoksninger af japansk bøg i det omkringliggende område.